# Бермон (архиепископ Амбрёна)
Бермо́н (Бертму́нд; лат. Bertmundus, фр. Bermond; умер в 876) — архиепископ Амбрёна (около 870—876).

## Биография
Вероятно, Бермон возглавил Амбрёнскую архиепархию около 870 года, став здесь преемником умершего архиепископа Арибера I. Предполагается, что он идентичен Гертумаку, упоминающемуся в средневековых списках архиепископов Амбрёна. Впервые Бермон назван главой местной кафедры в письме папы римского Иоанна VIII, направленном в 874 или в 875 году духовенству Западно-Франкского королевства.
Архиепископ Бермон принял участие в церковном соборе, состоявшемся по приказу Карла II Лысого в Понтьоне с 21 июня по 16 июля 876 года. На этой ассамблее, в присутствии множества светских и духовных лиц королевства, были единогласно одобрены все решения, принятые ранее в феврале того же года на соборе в Павии, включая и провозглашение правителя западных франков императором. Подпись Бермона под актами Понтьонского собора гласит: «Бермон, церкви Амбрёнской архиепископ» (лат. Bertmundus Ecclesiæ Ebredunensis archiepiscopus) — это первый дошедший до нашего времени официальный документ, в котором глава архиепархии Амбрёна наделён архиепископским саном. Несмотря на то, что и до этого за возглавлявшими амбрёнскую кафедру прелатами признавались права митрополитов, в более ранних сохранившихся актах их сан либо не указан, либо они названы епископами.
Бермон скончался вскоре после собора в Понтьоне, вероятно, ещё в 876 году. Его преемником был избран архиепископ Арибер II.